# Tāvandī
Tāvandī (persiska: تُلوَندی, Tolvandī, تاوندی) är en ort i Iran.   Den ligger i provinsen Kohgiluyeh och Buyer Ahmad, i den centrala delen av landet, 500 km söder om huvudstaden Teheran. Tāvandī ligger 1 260 meter över havet och antalet invånare är 188.
Terrängen runt Tāvandī är bergig österut, men västerut är den kuperad. Runt Tāvandī är det ganska glesbefolkat, med 47 invånare per kvadratkilometer. Närmaste större samhälle är Cheram, 11,9 km sydväst om Tāvandī. Omgivningarna runt Tāvandī är i huvudsak ett öppet busklandskap.